# Daniel Coit Gilman

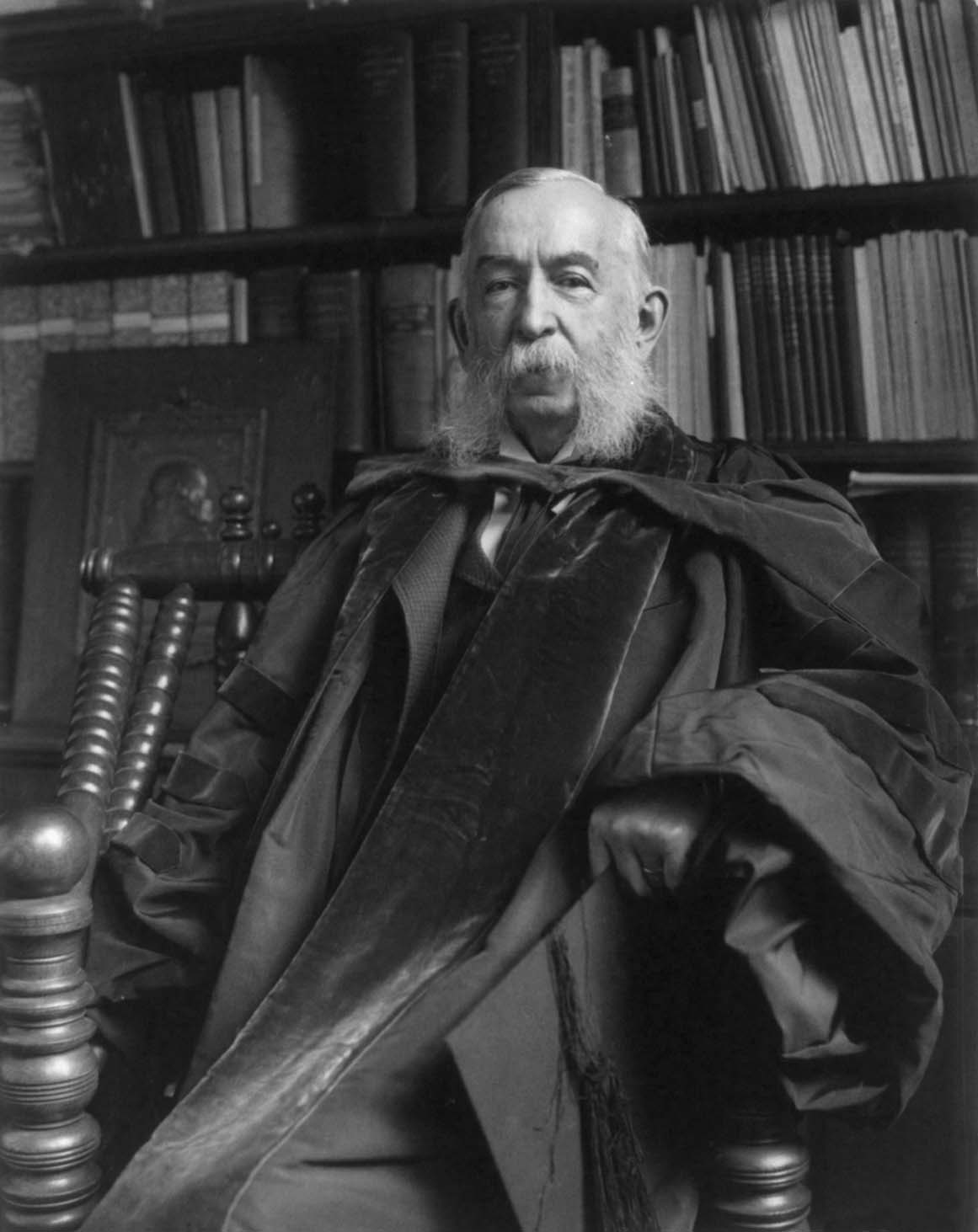
Daniel Coit Gilman als president van de Johns Hopkins Universiteit

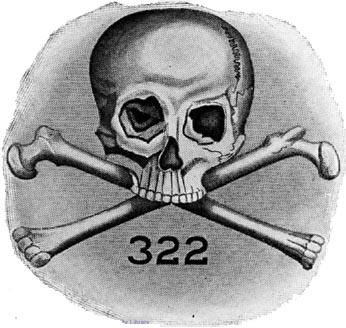
Het beeldmerk van Skull and Bones, 'De Orde' of The Brotherhood of Death, waar Gilman vanaf 1852 lid van was.

Daniel Coit Gilman (Norwich, Connecticut 8 juli 1831 - 13 oktober 1908) was eerste president van de Universiteit of California, eerste president van Johns Hopkins University, eerste president van Carnegie Institution en lid van het geheime genootschap Skull and Bones (bonesman).
Daniel Coit Gilman is volgens Antony Sutton de sleutelfiguur (key activist) in de revolutie in het onderwijs voor De Orde (Skull and Bones).

## Biografie
De Gilman-familie kwam in 1638 van Norfolk in Engeland naar de Verenigde Staten. Van zijn moeders kant kwam de Coit-familie vóór 1638 uit Wales naar Salem, Massachusetts. Gilman werd op 8 juli 1831 geboren in Norwich, Connecticut, in een familie met veel leden van De Orde en verbanden met Yale College, zoals die toen heette. Oom Henry Coit Kingsley (ingewijd in De Orde in 1834) was Treasurer of Yale van 1862 tot 1886. James I. Kingsley was Gilmans oom en professor aan Yale. Een neef, William M. Kingsley, was editor van de invloedrijke krant New Englander. Aan de Coit zijde van de familie was Joshua Coit lid van de Orde in 1853, alsmede William Coit in 1887. Gilmans zwager, de Reverend Joseph Parrish Thompson (1838) was in De Orde.

### Studie
Gilman studeerde aan Yale University.
Gilman werd in 1852 ingewijd in het geheime genootschap Skull and Bones.
Gilman studeerde aan de Universiteit van Berlijn onder hegeliaan Adolph Trendelenberg en Hermann Ulrici.
Gilman schreef aan zijn zus in 1854 dat wat hij het liefst wilde doen als hij terug was in Amerika 'to "influence New England minds"'.

### Skull and Bones
Hij keerde eind 1855 terug uit Europa en verbleef de volgende veertien jaar in New Haven, Connecticut - bijna geheel in en rond Yale, om de macht van De Orde te consolideren. Zijn eerste taak in 1856 was Skull and Bones in te voegen als legal entity onder de naam The Russell Trust. Gilman werd penningmeester (treasurer) en William Huntington Russell, de medestichter van het genootschap, werd president. In Gilmans biografie of openbare records wordt geen enkele melding gemaakt van De Orde, Skull and Bones, The Russell Trust of enige activiteit in een geheim genootschap. Het enige dat openbaar bestaat is de charter van de Russell Trust.

### Universiteit van Californië
In 1867 kreeg Gilman het presidentschap van de University of Wisconsin aangeboden, maar hij wees de aanbieding van de hand.
Toen hem in 1872 het presidentschap van de pas opgerichte University of California kreeg aangeboden, ging hij daar op in. Gilman was de eerste president van University of California. Na rumoer stapte hij in 1874 over naar Johns Hopkins University, met de hulp van bonesman Andrew Dickson White, president van Cornell University en James B. Angell van Michigan University en Charles W. Eliot van Harvard (de Baltimore scheme).

### Johns Hopkins Universiteit
Gilman was van 1875 tot 1901 de eerste president van de Johns Hopkins University, die gebaseerd was op het Duitse onderwijssysteem. Hij nam de experimentele psychologische methoden van de hegeliaanse fysioloog Wundt uit Duitsland over en voegde onderwijs en psychologie samen in de Verenigde Staten, vestigde laboratoria en bracht deze onder in grote universiteiten en leidde honderden PhDs op om het nieuwe conditionerende onderwijssysteem in te voeren. Wundts grootvader van vaderszijde was Kirchenrat Karl Kasimir Wundt (1744-84) en professor aan de Universiteit van Heidelberg. Kirchenrat Karl Kasimir Wundt was Raphael in de Illuminati, een geheim genootschap met veel overeenkomsten met Skull and Bones. Wilhelm Wundts magnum opus is Volkerpsychologie. Volgens Wundt was de mens slechts de opsomming van diens ervaring van stimuli. Studenten uit Europa en Amerika kwamen naar Leipzig om van Wundt de nieuwe wetenschap van experimentele psychologie te leren. Wundts werk was gebaseerd op de hegeliaanse filosofische theorie en Hegels idee over het individu slechts als onderdeel van de Staat, waarna Wundt de mens zag als niet meer dan een dier dat enkel werd beïnvloed door dagelijkse ervaringen.
Een van de eerste doctoraten was John Dewey, in filosofie een hegeliaan. Dit wordt door Lance J. Klass en Paolo Lionni The Leipzig Connection genoemd. John Dewey studeerde aan Johns Hopkins University van 1882-86 onder de hegeliaanse filosoof George Silvester Morris, die net als Gilman in Berlijn onder Adolph Trendelenberg en Hermann Ulrici had gestudeerd. Dewey nam de psychologie van G. Stanley Hall over, werd professor Filosofie aan de Universiteit van Michigan en publiceerde in 1886 Psychology, waarin hegeliaanse filosofie was toegepast op de experimentele psychologie van Wundt. Van John Dewey komt de moderne onderwijstheorie.
Van belang voor de ontwikkeling van het onderwijs in de Verenigde Staten waren naast Gilman de bonesmen (leden van Skull and Bones) Timothy Dwight (12e president van Yale University) en Andrew Dickson White (1e president van Cornell University en later U.S. Ambassador to Germany). Wundts experimentele psychologie kwam via de onderwijslaboratoria van Columbia en Chicago University in het Amerikaanse onderwijssysteem.
Gilman nam G. Stanley Hall, die ook in Berlijn onder Trendelenberg had gestudeerd, hij verbleef van 1870 tot 1882 in Duitsland, op in de Johns Hopkins University. Hall kreeg de chair als professor van Psychologie en Pedagogie. Hall bracht Wundts kijk op de wereld mee uit Leipzig naar Amerika, wat leidde tot wat onder psychologen wordt genoemd: The Americanization of Wundt. Hall kreeg een psychologisch laboratorium en vestigde The American Journal Of Psychology. Hij onderwees: "The psychology I taught was almost experimental and covered for the most part the material that Wundt had set forth in the later and larger edition of Physiological Psychology." Vóór 1930 waren er al 117 psychologische laboratoria in de VS. Prominente studenten waren John Dewey, J.M. Cattell en E.L. Thorndike, die Columbia Teacher's college en Chicago's School of Education stichtten, de twee bronnen van het moderne Amerikaanse onderwijs.
Richard T. Ely die zijn PhD in 1879 aan de Universiteit van Heidelberg behaalde, kreeg bij zijn terugkeer in Amerika de chair of Political Economy van Gilman aangeboden. Ely nam hegeliaanse ideeën over van zijn hoofdleraar Karl Knies van de Universiteit van Heidelberg. Later was hij hoofd van het departement economie van de University of Wisconsin, het centrum van statist economics. Financiën voor projecten van Wisconsin werden geregeld door George B. Cortelyou (ingewijd in 1913), President of New York Life Insurance Company.
William Welch van De Orde (ingewijd 1870) begon Hopkins Medical School en werd er Dean. Medicijnen op chemische basis werden geïntroduceerd en het medische beroep verbrak banden met de naturopathie. Welch werd vanaf 1901 President of the Rockefeller Institute for Medical Research en een Trustee of the Carnegie Institution vanaf 1906.

### Carnegie Instituut
Gilman was na zijn pensioen de eerste president van de Carnegie Institution (1902-1905). Met hulp van Gilman wist Andrew Carnegie, die winst had gemaakt in de oorlog, president en financiële steun (backer) te worden van de American Peace Society (APS).
Gilman was betrokken bij de stichting van de Peabody, Slater en Russell Sage Foundations.

## Trivia
Bij de inbraak in 1876 in de tempel van Skull and Bones, the Tomb, zou een kaart gevonden zijn met de tekst: 'From the German Chapter. Presented by Patriarch D.C. Gilman of D. 50.' Deze kaart zou volgens Sutton De Orde met een geheim Duits genootschap in verband brengen, mogelijk met de Illuminati zelf.